# Matines brugeoises (football)
 (décembre 2008).
Si vous disposez d'ouvrages ou d'articles de référence ou si vous connaissez des sites web de qualité traitant du thème abordé ici, merci de compléter l'article en donnant les références utiles à sa vérifiabilité et en les liant à la section « Notes et références ».
Pour les articles homonymes, voir Matines brugeoises.
Les Matines brugeoises (Brugse Metten en néerlandais) est un tournoi amical de football organisé depuis 1976 par le FC Bruges. Le nom de ce tournoi est en hommage aux Matines brugeoises, révolution naissant à Bruges en 1302.
Au cours de l'été 1975, le Club déménage du Klokke à l'Olympiastadion. Au milieu des années 1970, le phénomène de tournois avec plusieurs équipes étrangères prit de l'ampleur et la direction brugeoise (sous l'influence de Michel D'Hooghe et d'Antoine Vanhove) décide d'en organiser un avec le FC Bruges. Avec un clin d'œil à l'Histoire, on l'appela les Mâtines Brugeoises et le trophée fut un fléau appelé Goedendag…
Le succès n'est pas immédiat car de nombreux tournois sont organisés partout en Belgique (Bruxelles, Anvers ou Liège) mais les Matines Brugeoises deviennent bien une tradition qui dure maintenant depuis plus de trente ans.
La formule change plusieurs fois de visage. Durant quinze ans, le tournoi est organisé avec trois équipes de renom invitées et le Club. Mais comme il n'était pas aisé pour diverses raisons d'inviter trois équipes durant un week-end, à cette époque de l'année, le FC Bruges se contente alors d'inviter deux clubs étrangers et un club belge… (Beerschot en 1979, Lierse en 1981, Lokeren en 1982, Cercle Brugge en 1984 et enfin Anderlecht en 1985 et 1988). Deux fois aussi, une équipe nationale est invitée (Sénégal en 1985 et Maroc en 1987).
À l'occasion du centième anniversaire de l'existence du Club, en 1991, le club organise un match de gala avec le grand FC Barcelone de Johan Cruijff (entraîneur). Après un dernier tournoi à 4 équipes en 1992, le club opte à partir de 1993 pour un seul et unique mach de gala. Cela concorde avec la fin des tournois dans d'autres grandes villes et avec les programmes de plus en plus chargés des clubs en tours préliminaires de coupes d'Europe.

## Palmarès

### 1976
- FC Bruges -  Rapid Vienne 0-2
- PSV Eindhoven -  Hajduk Split 1-2

Consolation: 
- FC Bruges -  PSV Eindhoven 0-3

Finale:
- Rapid Vienne -  Hajduk Split 0-6

### 1977
- FC Bruges -  Derby County 1-2
- AEK Athènes -  Queens Park Rangers 1-3

Consolation: 
- FC Bruges -  AEK Athènes 2-2

Finale: 
- Queens Park Rangers -  Derby County 2-1

### 1978
- FC Bruges -  Ipswich Town 2-2 (pen. 3-4)
- SSW Innsbruck -  AZ Alkmaar 1-1 (pen. 3-5)

Consolation: 
- FC Bruges -  SSW Innsbruck 5-1

Finale: 
- AZ Alkmaar -  Ipswich Town 2-0

### 1979
- K Beerschot VAV -  Manchester City 0-1
- FC Bruges -  Ferencváros 4-2

Consolation:
- K Beerschot VAV -  Ferencváros 1-2

Finale:  
- FC Bruges -  Manchester City 3-2

### 1980
- Feyenoord Rotterdam -  FK Sarajevo 2-4
- FC Bruges -  Slovan Bratislava 3-2

Consolation: 
- Feyenoord Rotterdam -  Slovan Bratislava 3-2

Finale: 
- FC Bruges -  FK Sarajevo 3-4

### 1981
- Lierse SK -  Budapest Honvéd 3-0
- FC Bruges -  Grazer AK 2-1

Consolation: 
- Grazer AK -  Budapest Honvéd 0-1

Finale: 
- FC Bruges -  Lierse SK 3-1

### 1982
- KSC Lokeren -  Everton 4-3
- FC Bruges -  Genoa CFC 1-0

Consolation: 
- Everton -  Genoa CFC 2-1

Finale: 
- FC Bruges -  KSC Lokeren 3-3 pen. 2-4

### 1983
- Borussia Dortmund -  PSV Eindhoven 2-2
- FC Bruges -  Pogoń Szczecin 1-2

Consolation: 
- FC Bruges -  PSV Eindhoven 2-6

Finale: 
- Borussia Dortmund -  Pogoń Szczecin 0-2

### 1984
- Cercle Bruges -  Újpest FC 0-1
- FC Bruges -  FC Twente 2-2 (pen. 6-5)

Consolation: 
- Cercle Bruges -  FC Twente 1-0

Finale: 
- FC Bruges -  Újpest FC 2-0

### 1985
- RSC Anderlecht -  Olympiakos 2-0
- FC Bruges -  Sénégal 3-2

Consolation: 
- Olympiakos -  Sénégal 3-4

Finale: 
- FC Bruges -  RSC Anderlecht 1-2

### 1986
- Sporting Portugal -  Spartak Moscou 1-3
- FC Bruges -  Espanyol Barcelone 1-1 pen. 4-1

Consolation: 
- Sporting Portugal -  Espanyol Barcelone 1-0

Finale: 
- FC Bruges -  Spartak Moscou 1-2

### 1987
- Steaua Bucarest -  Grêmio Porto Alegre 0-0
- FC Bruges -  Maroc 1-2

Consolation: 
- FC Bruges -  Grêmio Porto Alegre 1-2

Finale: 
- Steaua Bucarest -  Maroc 2-0

### 1988
- RSC Anderlecht -  Steaua Bucarest 2-1
- FC Bruges -  Athletic Bilbao 3-1

Consolation: 
- Athletic Bilbao -  Steaua Bucarest 2-3

Finale: 
- FC Bruges -  RSC Anderlecht 1-3

### 1989
- Torpedo Moscou -  VfB Stuttgart 3-2
- FC Bruges -  PSV Eindhoven 1-1 (pen. 1-4)

Consolation: 
- FC Bruges -  VfB Stuttgart 2-0

Finale: 
- Torpedo Moscou -  PSV Eindhoven 1-0

### 1990
- RSC Anderlecht -  América FC (Rio de Janeiro) 2-0
- FC Bruges -  Budapest Honvéd 3-0

Consolation: 
- Budapest Honvéd -  América FC (Rio de Janeiro) 0-1

Finale: 
- FC Bruges -  RSC Anderlecht 3-1

### 1991
- FC Bruges -  FC Barcelone 1-4

### 1992
- Bayer Leverkusen -  Galatasaray 4-1
- FC Bruges -  Wisła Cracovie 2-1

Consolation: 
- Galatasaray -  Wisła Cracovie 2-0

Finale: 
- FC Bruges -  Bayer Leverkusen 4-2

### 1993
- FC Bruges -  Flamengo 2-0

### 1994
- FC Bruges -  Ajax Amsterdam 3-3 (pen. 4-5)

### 1995
- FC Bruges -  Hajduk Split 4-0

### 1996
- FC Bruges -  Paris SG 2-0

### 1997
- FC Bruges -  Ajax Amsterdam 1-4

### 1998
- FC Bruges -  Borussia Dortmund 2-1

### 1999
- FC Bruges -  FC Kaiserslautern 2-3

### 2000
- FC Bruges -  PSV Eindhoven 4-0

### 2001
- FC Bruges -  Rayo Vallecano 2-2 (pen. 5-3)

### 2002
- FC Bruges -  RC Lens 0-1

### 2003
- FC Bruges -  AS Monaco 0-3

### 2004
- FC Bruges -  AJ Auxerre 3-1

### 2005
- FC Bruges -  FC Porto  2-2 (pen. 5-6)

### 2006
- FC Bruges -  Paris SG 2-0

### 2007
- FC Bruges -  Real Valladolid 2-2 (pen. 5-4)

### 2008
- FC Bruges -  Lille OSC 4-1

### 2009
- FC Bruges -  AZ Alkmaar 1-0

### 2010
- Pas organisé en raison de la construction du chauffage souterrain au Jan Breydelstadion.

### 2011
- FC Bruges -  Bayer Leverkusen 2-1

### 2012
- FC Bruges -  Borussia Dortmund 3-1

### 2013
- FC Bruges -  VfL Wolfsburg 2-1

### 2014
- FC Bruges -  Girondins de Bordeaux 0-0

### 2017
- FC Bruges -  Athletic Bilbao 0-2

### 2019
- FC Bruges -  Sporting Portugal 2-2 (4-3 TAB)

### 2020
- FC Bruges -  Lille OSC 2-0

## Vainqueurs et participants

### Vainqueurs (équipes)
| Équipe              | Nombre de titres |
| ------------------- | ---------------- |
| FC Bruges           | 21               |
| RSC Anderlecht      | 2                |
| Ajax Amsterdam      | 2                |
| Hajduk Split        | 1                |
| Queens Park Rangers | 1                |
| AZ Alkmaar          | 1                |
| FK Sarajevo         | 1                |
| KSC Lokeren         | 1                |
| Pogoń Szczecin      | 1                |
| Spartak Moscou      | 1                |
| Steaua Bucarest     | 1                |
| Torpedo Moscou      | 1                |
| FC Kaiserslautern   | 1                |
| RC Lens             | 1                |
| AS Monaco           | 1                |
| FC Porto            | 1                |
| Athletic Bilbao     | 1                |

### Vainqueurs (pays)
| Pays        | Nombre de titres                       |
| ----------- | -------------------------------------- |
| Belgique    | 23                                     |
| Pays-Bas    | 3                                      |
| Yougoslavie | 2 ( Croatie: 1, Bosnie-Herzégovine: 1) |
| Russie      | 2                                      |
| France      | 2                                      |
| Angleterre  | 1                                      |
| Pologne     | 1                                      |
| Roumanie    | 1                                      |
| Allemagne   | 1                                      |
| Portugal    | 1                                      |
| Espagne     | 1                                      |

### Participants (équipes)
| Équipe                      | Nombre de participations |
| --------------------------- | ------------------------ |
| FC Bruges                   | 39                       |
| PSV Eindhoven               | 3                        |
| AZ Alkmaar                  | 3                        |
| RSC Anderlecht              | 3                        |
| Borussia Dortmund           | 3                        |
| Hajduk Split                | 2                        |
| Budapest Honvéd             | 2                        |
| Steaua Bucarest             | 2                        |
| Ajax Amsterdam              | 2                        |
| Bayer Leverkusen            | 2                        |
| Athletic Bilbao             | 2                        |
| Lille OSC                   | 2                        |
| Rapid Vienne                | 1                        |
| Derby County                | 1                        |
| AEK Athènes                 | 1                        |
| Queens Park Rangers         | 1                        |
| Ipswich Town                | 1                        |
| SSW Innsbruck               | 1                        |
| K Beerschot VAV             | 1                        |
| Manchester City             | 1                        |
| Ferencváros                 | 1                        |
| Feyenoord Rotterdam         | 1                        |
| FK Sarajevo                 | 1                        |
| SK Slovan Bratislava        | 1                        |
| Lierse SK                   | 1                        |
| Grazer AK                   | 1                        |
| KSC Lokeren                 | 1                        |
| Everton                     | 1                        |
| Genoa CFC                   | 1                        |
| Pogoń Szczecin              | 1                        |
| Cercle Bruges               | 1                        |
| Újpest FC                   | 1                        |
| FC Twente                   | 1                        |
| Olympiakos                  | 1                        |
| Sénégal                     | 1                        |
| Sporting Portugal           | 1                        |
| Spartak Moscou              | 1                        |
| Espanyol Barcelone          | 1                        |
| Grêmio Porto Alegre         | 1                        |
| Maroc                       | 1                        |
| Torpedo Moscou              | 1                        |
| VfB Stuttgart               | 1                        |
| América FC (Rio de Janeiro) | 1                        |
| FC Barcelone                | 1                        |
| Galatasaray                 | 1                        |
| Wisła Cracovie              | 1                        |
| Flamengo                    | 1                        |
| FC Kaiserslautern           | 1                        |
| Rayo Vallecano              | 1                        |
| RC Lens                     | 1                        |
| AS Monaco                   | 1                        |
| AJ Auxerre                  | 1                        |
| FC Porto                    | 1                        |
| Paris SG                    | 1                        |
| Real Valladolid             | 1                        |
| VfL Wolfsburg               | 1                        |
| Girondins de Bordeaux       | 1                        |

### Participants (pays)
| Pays                       | Nombre de participations               |
| -------------------------- | -------------------------------------- |
| Belgique                   | 47                                     |
| Pays-Bas                   | 9                                      |
| Allemagne                  | 7                                      |
| France                     | 7                                      |
| Espagne                    | 6                                      |
| Angleterre                 | 5                                      |
| Yougoslavie                | 3 ( Croatie: 2, Bosnie-Herzégovine: 1) |
| Autriche                   | 3                                      |
| Hongrie                    | 3                                      |
| Brésil                     | 3                                      |
| Roumanie                   | 2                                      |
| Grèce                      | 2                                      |
| Pologne                    | 2                                      |
| Portugal                   | 2                                      |
| Russie                     | 2                                      |
| Tchécoslovaquie            | 1                                      |
| Italie                     | 1                                      |
| Sénégal (équipe nationale) | 1                                      |
| Maroc (équipe nationale)   | 1                                      |
| Turquie                    | 1                                      |